# Via Crucis Vivent de Sant Hilari Sacalm

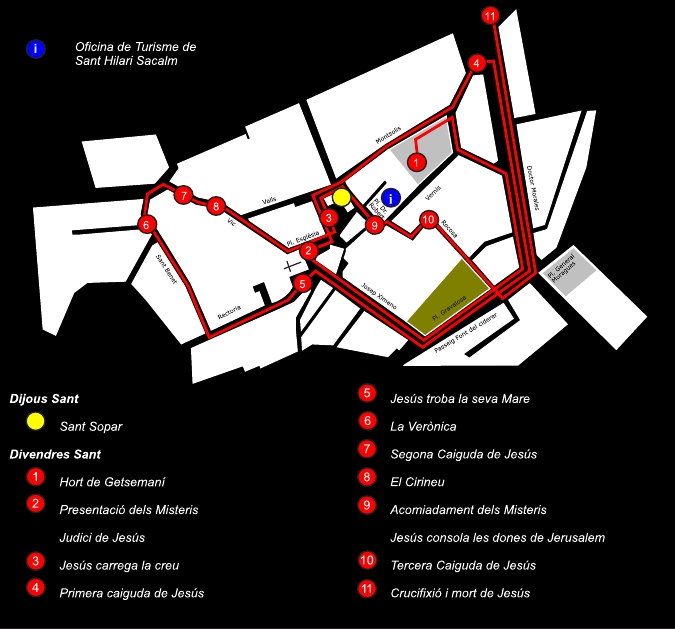
Itinerari Pels carrers de Sant Hilari Sacalm

El Via Crucis Vivent de Sant Hilari Sacalm és una processó catòlica del Divendres Sant que se celebra cada any a Sant Hilari Sacalm i que reprodueix teatralment la Via Crucis.
La seva forma actual data del 1969 tot i que recórrer a tradicions de devoció popular de més de tres segles. Té una història documentada d'uns 270 anys, però abans de 1731 ja se celebraven processons en les quals es representaven personatges de l'Evangeli com les tres maries (Maria Magdalena, Maria de Betània i Maria la pecadora). Des de fa més de dos segles, Sant Hilari Sacalm celebra el seu Via Crucis vivent, conservant la tradició processional transmetent-la de pares a fills, i s'ha convertit en una manifestació popular tan important que fins i tot ultrapassa la seva geografia.

## Elements

### Els armats
Els primers armats eren noies que havien de pagar una pesseta per poder vestir-se. Els vestits eren de cartó i llaunes i les llances eren pals prims o aspres. El primer responsable de l'organització dels armats va ser Francesc Ripoll, qui ho va llegar al seu fill Josep Ripoll Soler que es va fer càrrec dels actes fins dos o tres anys abans de la Guerra Civil Espanyola (1936 – 1939).
Al final de la Guerra Civil Espanyola (1936 –1939), el Via Crucis torna a agafar protagonisme dins de les festes populars i religioses del poble. Com que es va cremar tot el vestuari i els misteris, es va aprofitar per tenyir els llençols i la roba militar que va quedar a l'hospital militar situat a la Font Picant, i es varen fer els
primers vestits dels armats.
Un dels canvis més importants que la memòria col·lectiva recorda és el que fa referència als anys 1941 i 1942 quan el vicari Mn. Francesc Carbó va proposar als joves d'aquella època a representar en viu les estacions del viacrucis i donar-li un toc teatral, fet que va sobtar a tothom. Aquí és on el viacrucis, processó religiosa pels diferents carrers del poble agafa el nom de Via Crucis Vivent. L'etapa d'or del Via Crucis Vivent en general i dels armats en particular va ser durant els anys cinquanta quan el vestuari es renovà a fons. Es varen deixar d'utilitzar vànoves velles tenyides i unes espardenyes d'espart que durant els anys trenta calçaven els apòstols per uns nous vestits més adients i fidels a la història.
Aquest canvi de vestuari es va fer el 1956 tot i que no va poder estrenar-se fins a l'any següent per la pluja. Tots els artesans del poble, des de sastres, llauners, fusters, ferrers, etc.. treballaven per confeccionar el vestuari i l'escenificació. Aquests va rebre moltes influències de films de Hollywood d'aquella època com Quo Vadis (1951) i més tard Ben Hur (1959). Els vestits d'armats varen ser calcats minuciosament a partir de fotos i cromos que una marca de xocolata va posar en circulació.

### Misteris
Com tota processó religiosa hi ha també els passos o misteris que recorden estèticament les diferents estacions del viacrucis. Les imatges sacres del Via Crucis, són ben arrelades a la tradició. De fet són les que obren la presentació del Via Crucis Vivent.
A principis del segle XX els misteris eren de fusta coberts amb roba. Es varen haver de renovar després que el 1936 varen ser destruïts i cremats, juntament amb les imatges de l'església amb altres menesters del via crucis. Fins ben acabada la Guerra Civil Espanyola el Via Crucis va ser anul·lat.
Els actuals misteris són imatgeria d'Olot, l'artesania més important en aquest tema que hi ha a Catalunya. La processó està formada per cinc passos que daten del 1969, totalment restaurats d'un pes entre els 400 i 600 quilograms. Són trets de damunt de l'escalinata de l'església per fer el recorregut pels diferents carrers del poble conduïts cada un per quatre portadors, homes abillats amb vestes negres fins als peus.
L'ordre a la processó és el següent:
| Misteri de l'Hort de Getsemaní | Pas que recorda que el Mestre és traït per Judes, que amb un petó dona pista als armats de qui havien d'empresonar i portar davant la justícia. |
| Misteri del Cirineu            | Pas que mostra com Jesús no aguanta més el pes de la creu i es ajudat per Simó de Cirene a portar la creu fins al calvari                       |
| Misteri de la Creu             | Imatge de Jesús crucificat ja al calvari esperant l'últim alè de vida.                                                                          |
| Misteri de la Dolorosa         | Imatge que recorda al Jesús ja mort en mans de la seva mare que el vetlla dolorosament abans de ser enterrat                                    |
| Misteri del Sant Sepulcre      | Pas que recorda l'enterrament de Jesús, últim pas per arribar a la resurrecció                                                                  |

Contemplar les imatges la nit de Divendres Sant, produeix diferents sensacions, els seus rostres enigmàtics de dolor, sofriment, no deixen indiferent a ningú. Preservar aquestes imatges del seu deteriorament és preservar part de la història i l'artesania de Catalunya, és patrimoni de tots. Una de les figures més representatives i populars, junt amb els Passos o Misteris són els armats. El seu treball és un dels més espectaculars i més durs de la representació, segueixen durant les tres hores el ritme dels tambors marcant el pas i conduint-se pels carrers de la vila, amb el so de les llances quan les fan petar contra el terra.
Una de les escenes més emotives, on s'apleguen milers de persones, és el Gòlgota, als afores de la població, on la interpretació dels soldats romans juntament amb una excel·lent il·luminació i subratllat amb l'acústica de la música.
Fins al 1986 el Via Crucis havia funcionat sota l'organigrama de comissions ad hoc. El 1987 es crea la l'Associació del Via Crucis Vivent de Sant Hilari Sacalm, que el 2010 està integrada per més de 270 socis. El 2010 l'associació ha rebut la Creu de Sant Jordi de la Generalitat. El departament de la cultura de la Generalitat de Catalunya va declarar-lo Festa Tradicional d'Interès Nacional el 18 de maig de 1999.